# Solar Monitoring Observatory

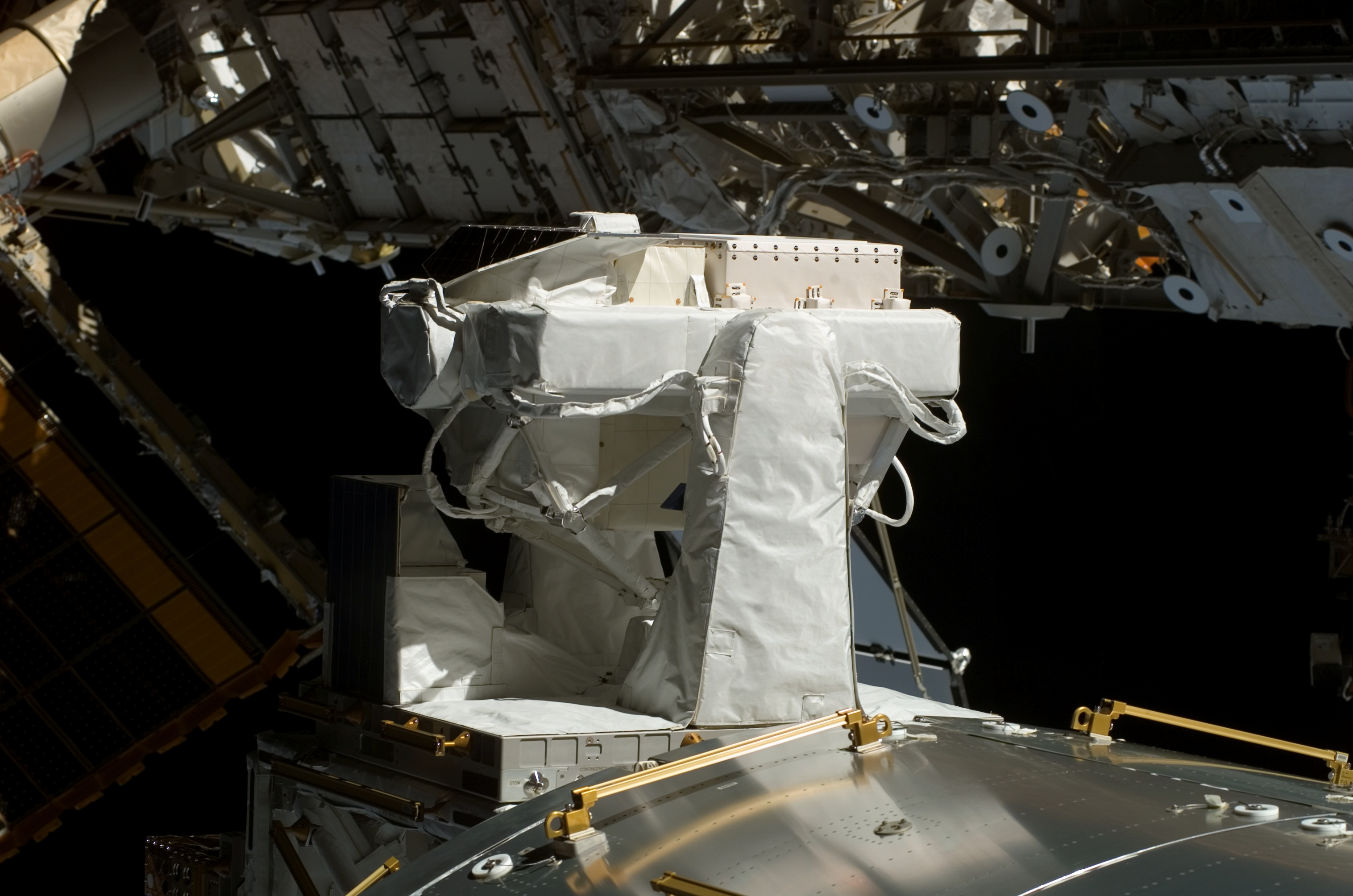
SOLAR

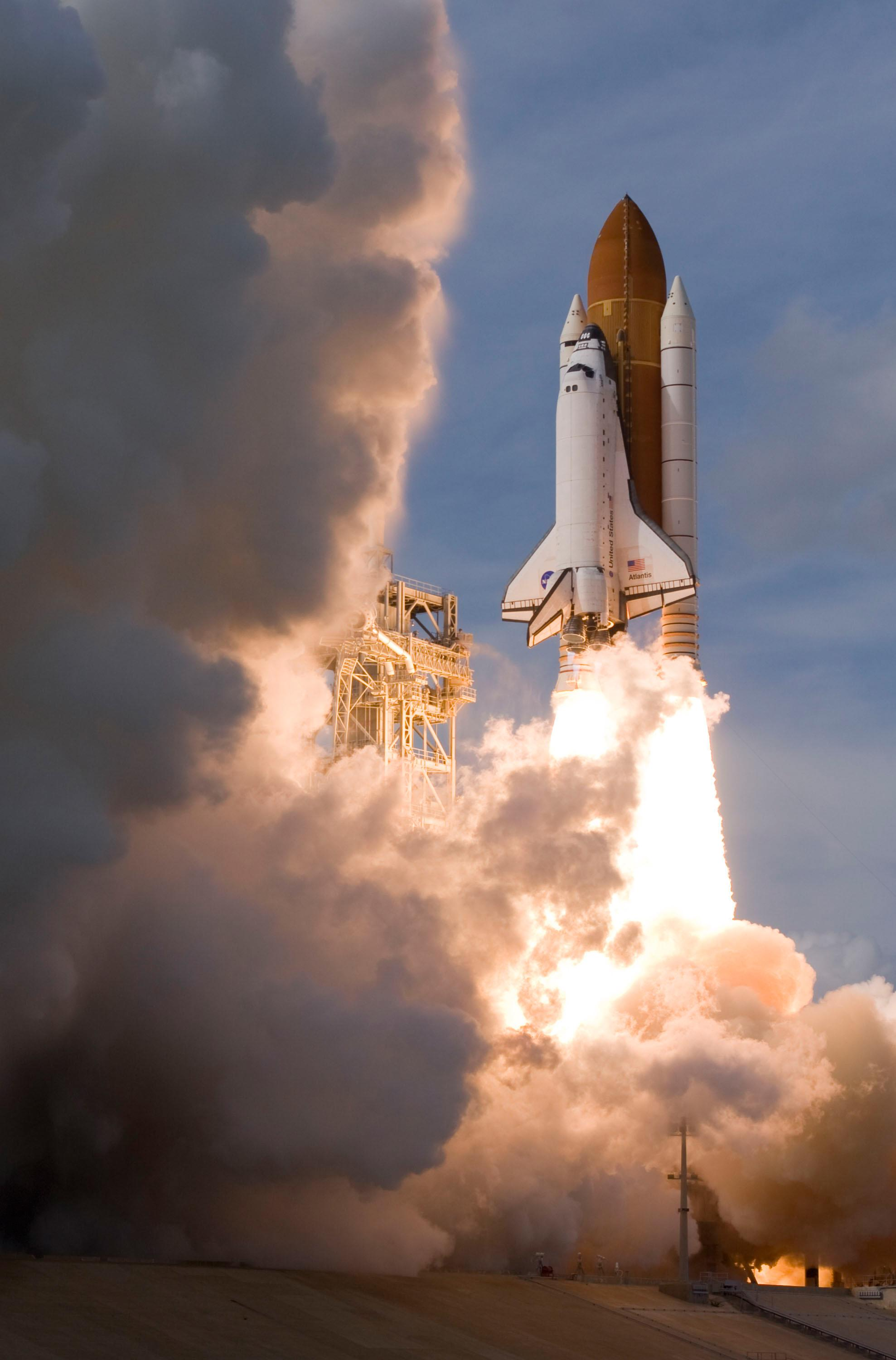
SOLAR s'enlaira en òrbita en el STS-122

El Solar Monitoring Observatory (SOLAR / SMO), que significa Observatori de Monitoratge Solar, és un observatori científic de l'ESA que forma part del laboratori Columbus, que és un component de l'Estació Espacial Internacional.
El mòdul Columbus (incloent-hi al SOLAR) va ser llançat el febrer de 2008 a bord de la STS-122. Van muntar el SOLAR en l'exterior del laboratori Columbus, juntament amb la instal·lació europea de tecnologia exposada (EuTEF), i està planejat el muntatge d'alguns altres components en l'exterior del Columbus en futures missions, incloent-hi el Atomic Clock Ensemble in Space (ACES).
El SOLAR consisteix en tres instruments científics: SOVIM, SOLSPEC i SOL-ACES. Junts proporcionaran mesuraments detallats de la irradiància espectral. Un cop instal·lat a l'Estació Espacial Internacional, el Solar està previst per funcionar de forma contínua durant aproximadament 1,5 anys.
Van retardar aquesta missió, que originalment estava programada per 2003, a causa del desastre del Columbia.
L'instrument SOVIM (Sotalar Variantions and Irradiance Monitor), que vol dir Monitor de les Variacions d'Irradiància Solar, es basa en un primitiu instrument (SOVA) que va volar a bord del vehicle recuperable europeu, llançat en el STS-46 en 1992. Està dissenyat per mesurar la radiació solar amb longituds d'ona des dels 200 nanòmetres fins als 100 micròmetres. Això cobreix l'ultraviolat proper, i les àrees de l'espectre visible i infraroig.
SOLSPEC (Solar Spectral irradiance measurements) està dissenyat per mesurar la irradiància solar espectral en 165 - 3000 rangs nanomètrics amb una elevada resolució espectral.
El SOL-ACES (Auto-calibrating Ixtreme Ultraviolet and Ultraviolet spectrometers), que significa Espectròmetre Acte Calibrat d'Ultraviolat i ultraviolat Extrem, consisteix en quatre espectròmetres de reixeta d'incidència rasant. Estan dissenyats per mesurar el règim espectral EUV/UV (17 nanòmetres - 220 nanòmetres) amb una moderada resolució espectral.
La plataforma SOLAR i els seus instruments estan controlats des del Belgian User Support and Operations Centre (B.USOC), localitzat en el Belgian Institute for Space Aeronomy (BISA) a Uccle, Bèlgica.

## Galeria
|  |  |